# General Electric GE90
| Panorama-Aufnahme des G90-115B |                      |
| Basisdaten (GE90-115B)         |                      |
| Länge                          | 7289,8 mm            |
| Durchmesser                    | 3429 mm              |
| Fandurchmesser                 | 3256 mm              |
| Masse                          | 8283 kg (18.260 lb)  |
| Länge                          | 474 cm               |
| Technische Daten               |                      |
| Bypass-Verhältnis              | 9:1                  |
| Gesamtdruckverhältnis          | 42:1                 |
| Luftdurchsatz                  |                      |
| Leistungsgewicht               |                      |
| Max. erreichte Schubkraft      | 569 kN (127.900 lbf) |
| Zugelassene Schubkraft         | 513 kN (115.300 lbf) |
| Triebwerkssektion              | Stufen               |
| Fan                            | 1                    |
| Niederdruckverdichter          | 4                    |
| Hochdruckverdichter            | 9                    |
| Hochdruckturbine               | 2                    |
| Niederdruckturbine             | 6                    |

GE90 ist die Bezeichnung für eine Reihe von Turbofan-Triebwerken des US-amerikanischen Herstellers GE Aviation, einem Tochterunternehmen von General Electric. Sie verfügen über eine Schubkraft von 329 bis 512 kN (74.000 bis 115.000 lbf) und werden ausschließlich an der Boeing 777 eingesetzt.
Die Variante GE90-115B war bis 2017 das größte und leistungsfähigste Strahltriebwerk der Luftfahrtgeschichte, mit einem Fandurchmesser von 3251,2 mm (128") und einer während eines Belastungstests erzielten Schubkraft von 569 kN (127.900 lbf). Das Nachfolgemodell GE9X hat einen größeren Durchmesser und im Testbetrieb eine höhere Schubkraft, allerdings ist die zugelassene Schubkraft niedriger als beim GE90.

## Allgemeines

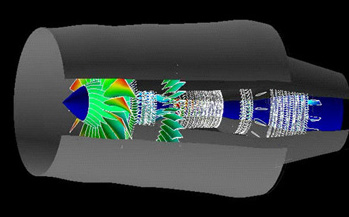
NASA-Simulation des Luftflusses

Als Weiterentwicklung der Energy Efficient Engine der NASA aus den 1970er-Jahren erreichen die zehn Stufen des Hochdruckverdichters des GE90 ein Druckverhältnis von 23:1, was einen Branchenrekord darstellt. Die neuartigen Fanschaufeln des GE90 bestehen aus kohlenstofffaserverstärktem Kunststoff, die Vorderkanten sind zum Schutz vor Erosion mit Titan verkleidet. Die geschwungene Form der Schaufeln verbessert die Luftströmung und damit die Wirtschaftlichkeit des Triebwerks.
Um die Torsionsbeanspruchung aufnehmen zu können, wurde eine neue Stahllegierung (GE1014) eingesetzt, die mit extrem geringen Toleranzen bearbeitet wurde.
Ein Triebwerksausfall mit einer dadurch bedingten Zwischenlandung mitten auf einer Langstreckenroute ist für Fluggesellschaften mit einem hohen Aufwand verbunden, falls ein Triebwerkswechsel nötig ist: Die Triebwerke der GE90-Serie haben in der neuesten Variante GE90-115B einen Fandurchmesser von 3,25 m (128"), in der ursprünglichen Version waren es 3,12 m (123"). Der Durchmesser des gesamten Triebwerks (3,43 m) mit seiner Verkleidung ist fast so groß wie der Rumpf der Boeing 737 (3,76 m). Dieses Triebwerk kann in zusammengebautem Zustand nur mit übergroßen Frachtflugzeugen wie beispielsweise der Antonow An-124 oder der Boeing 747LCF transportiert werden, was mit hohen Kosten verbunden ist. Mit vom Hochdrucksystem demontierten Fankranz ist immerhin ein Transport mit einer Serien-Frachtversion der Boeing 747 möglich. Am 17. Dezember 2005 schaltete sich ein GE90-94B auf einem Air-France-Flug von Seoul-Incheon nach Paris ab (Inflight Shutdown), worauf die Maschine in Irkutsk landete. Im Februar 2017 landete eine Maschine der Swiss unter ähnlichen Umständen in Iqaluit im Nordpolargebiet. In beiden Fällen brachte eine Antonov An-124 ein Austauschtriebwerk zum gestrandeten Flugzeug; im Falle der Swiss dauerte der Ausfall von der Landung in der Arktis am 1. Februar bis zum 9. Februar.
Anstelle einer möglichen weiteren Vergrößerung der Schubkraft startete GE Aviation mit der Entwicklung des Nachfolgers General Electric GE9X. Als dessen maximale Schubkraft gibt der Hersteller 99.500 lbf (443 kN) an. Zum Vergleich: Das größte Triebwerk der Boeing 747-400 erzeugt eine Schubkraft von ungefähr 289 kN (65.000 lbf).

## Varianten

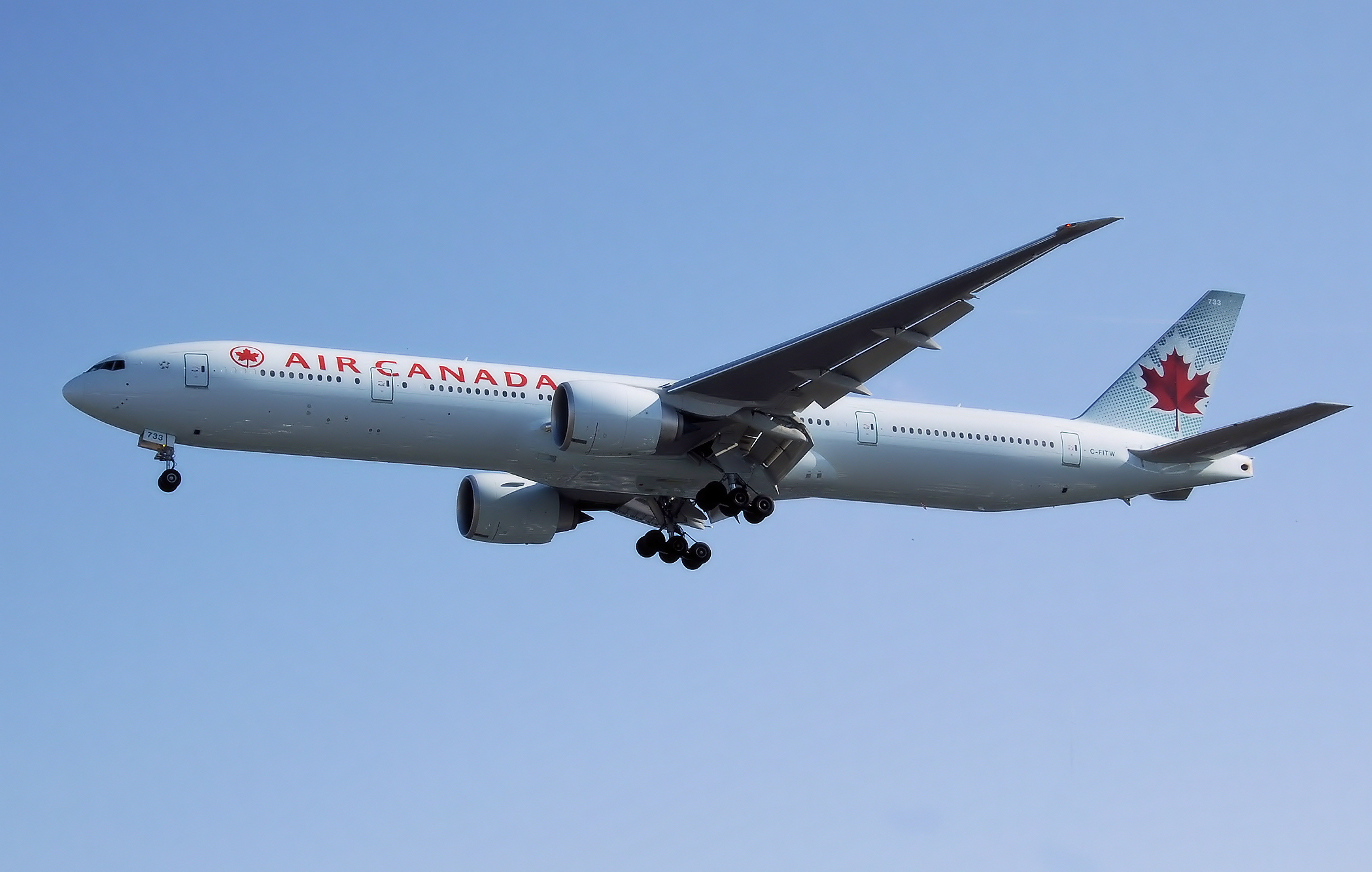
Zwei GE90 an einer Boeing 777-300ER der Air Canada

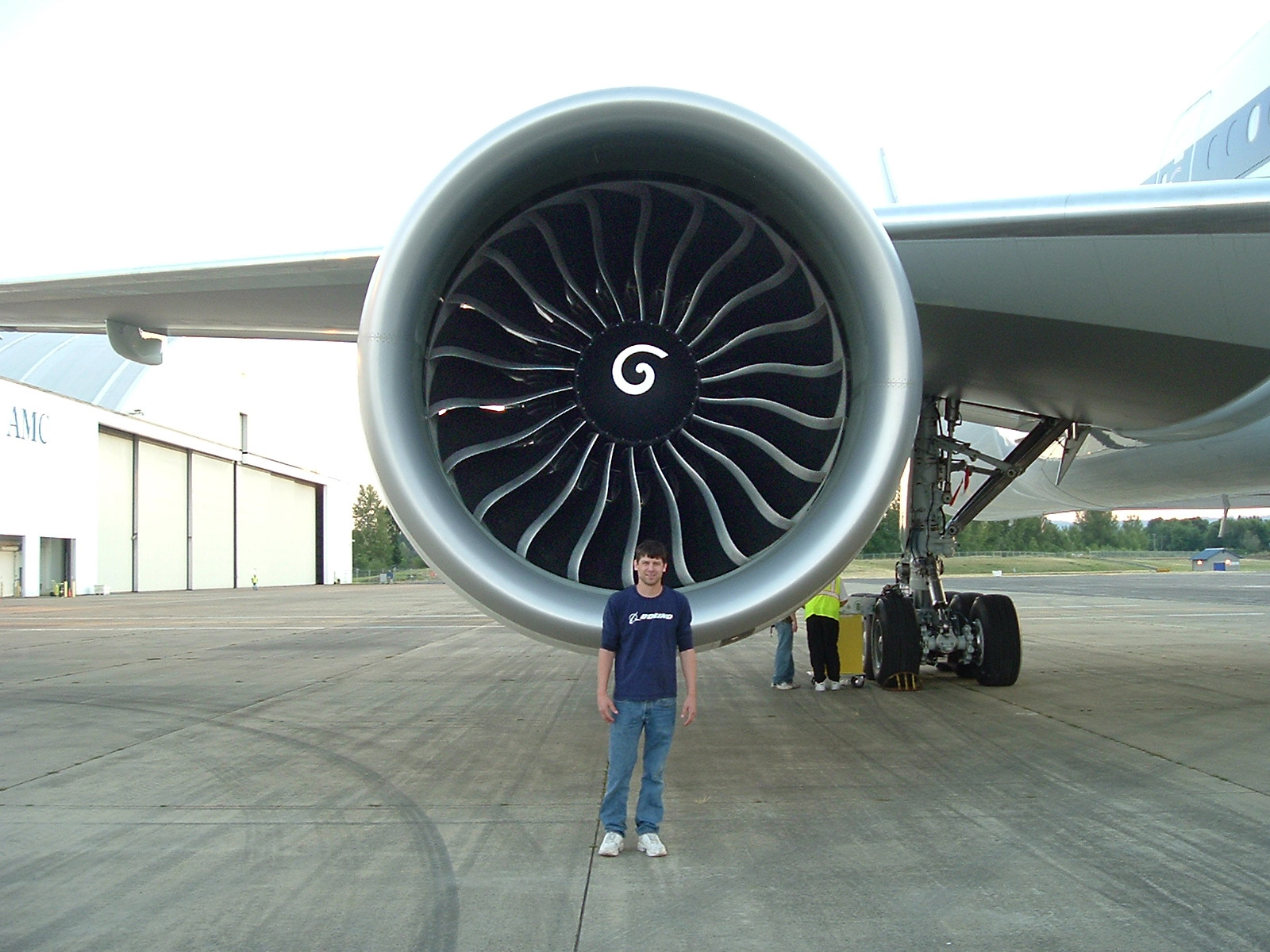
Ein GE90 an einer Boeing 777-300ER im Größenvergleich zu einem Menschen

Das GE90 wurde in mehreren Varianten mit unterschiedlichen Leistungsdaten entwickelt:
| Modell     | Schubkraft (Max. Continuous) | Zulassung       | Flugzeugtyp                       | Anmerkungen                          |
| ---------- | ---------------------------- | --------------- | --------------------------------- | ------------------------------------ |
| GE90-75B   |                              | 2. Februar 1995 |                                   | Zulassung erloschen am 24. Juli 1995 |
| GE90-76B   | 335 kN                       | 2. Februar 1995 | Boeing 777-200                    |                                      |
| GE90-77B   | 335 kN                       | 2. Juli 1996    |                                   |                                      |
| GE90-85B   | 361 kN                       | 2. Februar 1995 | Boeing 777-200                    |                                      |
| GE90-90B   | 403 kN                       | 2. Juli 1996    | Boeing 777-200                    |                                      |
| GE90-92B   | 409 kN                       | 2. Juli 1996    |                                   | Zulassung erloschen am 26. Juni 2000 |
| GE90-94B   | 403 kN                       | 9. Juni 2000    | Boeing 777-200                    |                                      |
| GE90-110B1 | 489 kN                       | 30. Juli 2003   | Boeing 777-200LR, 777F            | Der Startschub beträgt 492 kN        |
| GE90-113B  | 489 kN                       | 30. Juli 2003   |                                   | Der Startschub beträgt 505 kN        |
| GE90-115B  | 489 kN                       | 30. Juli 2003   | Boeing 777-200LR, 777-300ER, 777F | Der Startschub beträgt 514 kN        |

## Derivate
- Das General Electric GEnx für die Boeing 787 ist im Wesentlichen eine Weiterentwicklung des GE90.
- Das Engine Alliance GP7200 für den Airbus A380 verwendet das Hochdrucksystem des GE90. Engine Alliance ist ein Joint Venture von GE Aviation und Pratt & Whitney.

## Trivia
- Eine Fanschaufel des GE90-115B wird im Museum of Modern Art in New York City ausgestellt.
- Im Jahr 2020 wurde ein Meilenstein gefeiert, zusammengerechnet haben alle GE90 Triebwerke eine Laufzeit von 100 Millionen Flugstunden. Insgesamt wurden in dieser Zeit 90 Milliarden Kilometer zurückgelegt, das sind 300 Reisen zur Sonne und zurück.[8]